# Cimetière de Novodievitchi
Ne doit pas être confondu avec le cimetière de Novodievitchi de Saint-Pétersbourg
Pour les articles homonymes, voir Novodievitchi.
Le cimetière de Novodievitchi ou Novodiévitchi (en russe : Новодевичье кладбище), ouvert en 1849 dans les faubourgs sud-ouest de Moscou (Russie), est situé juste à côté du couvent de Novodevitchi. C'est le cimetière le plus prestigieux de la ville avec ses monuments funéraires et ses chapelles. C'est ici qu'ont été enterrées des personnalités historiques éminentes, ou de la nomenklatura, artistes, grands soldats, ou hommes politiques.

## Historique
Comme d'autres monastères moscovites (dont le monastère de Danilov et le monastère de Donskoï), le couvent de Novodievitchi fut choisi par la noblesse russe comme lieu de sépulture. Denis Davydov, Sergueï Soloviov et Alexis Broussilov sont enterrés dans son enceinte.
Le nouveau cimetière de Novodievitchi situé hors des murailles du couvent a été dessiné par l'architecte Ivan Machkov (en) et inauguré en 1898. Anton Tchekhov fut l'une des premières personnalités à y être enterré. Sa tombe est actuellement le centre d'une section du cimetière appelée "la Cerisaie", où sont également enterrés Constantin Stanislavski et certains acteurs de sa compagnie.
Dans les années 1930, les autorités soviétiques décident de détruire les cimetières des monastères médiévaux moscovites (Simonov, Danilov et Donskoï). Seul ce dernier échappe à la démolition totale. Mais de nombreuses sépultures de familles nobles et de marchands y furent détruites. Sur 2 811 monuments funéraires il n'en demeura pas plus de cent. En 1931, la dépouille de Nicolas Gogol est exhumée de son ancien cimetière et inhumée à Novodievitchi. Les plus hautes personnalités russes, telles que Pierre Kropotkine, Nikita Khrouchtchev, Serge Prokofiev, Dmitri Chostakovitch, Constantin Stanislavski, Fédor Chaliapine ou Mikhaïl Gorbatchev y sont inhumées.
De très nombreux compositeurs et musiciens y sont aussi enterrés, comme les frères Anton et Nikolaï Rubinstein, Alexandre Scriabine, Vladimir Sofronitsky.
Iakov Iourovski, organisateur de l'exécution de la famille impériale russe, y est inhumé.

## Galerie

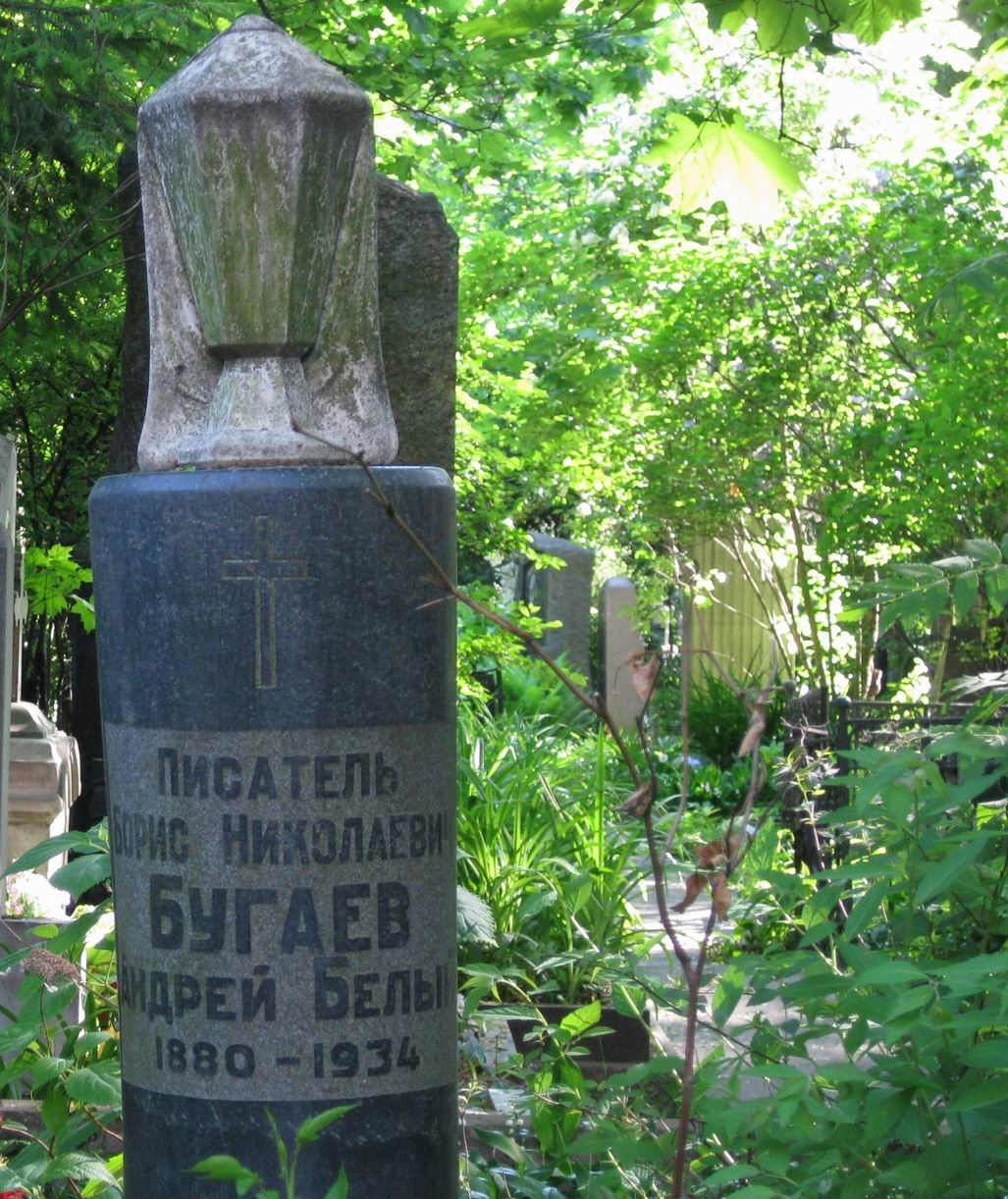
Sépulture d'Andreï Biély
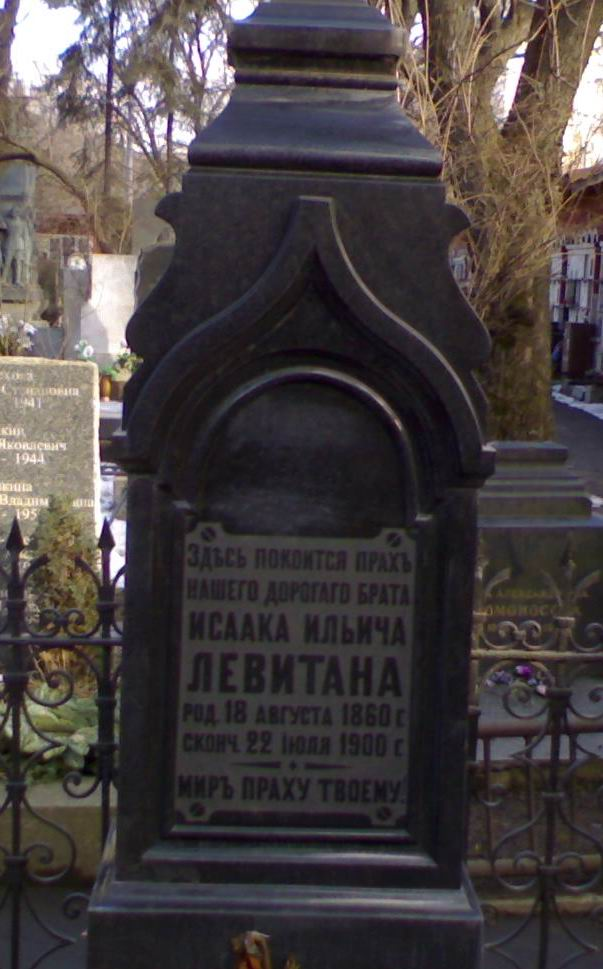
Sépulture d'Isaac Levitan, exhumé en 1941 du cimetière juif de Dorogomilovo
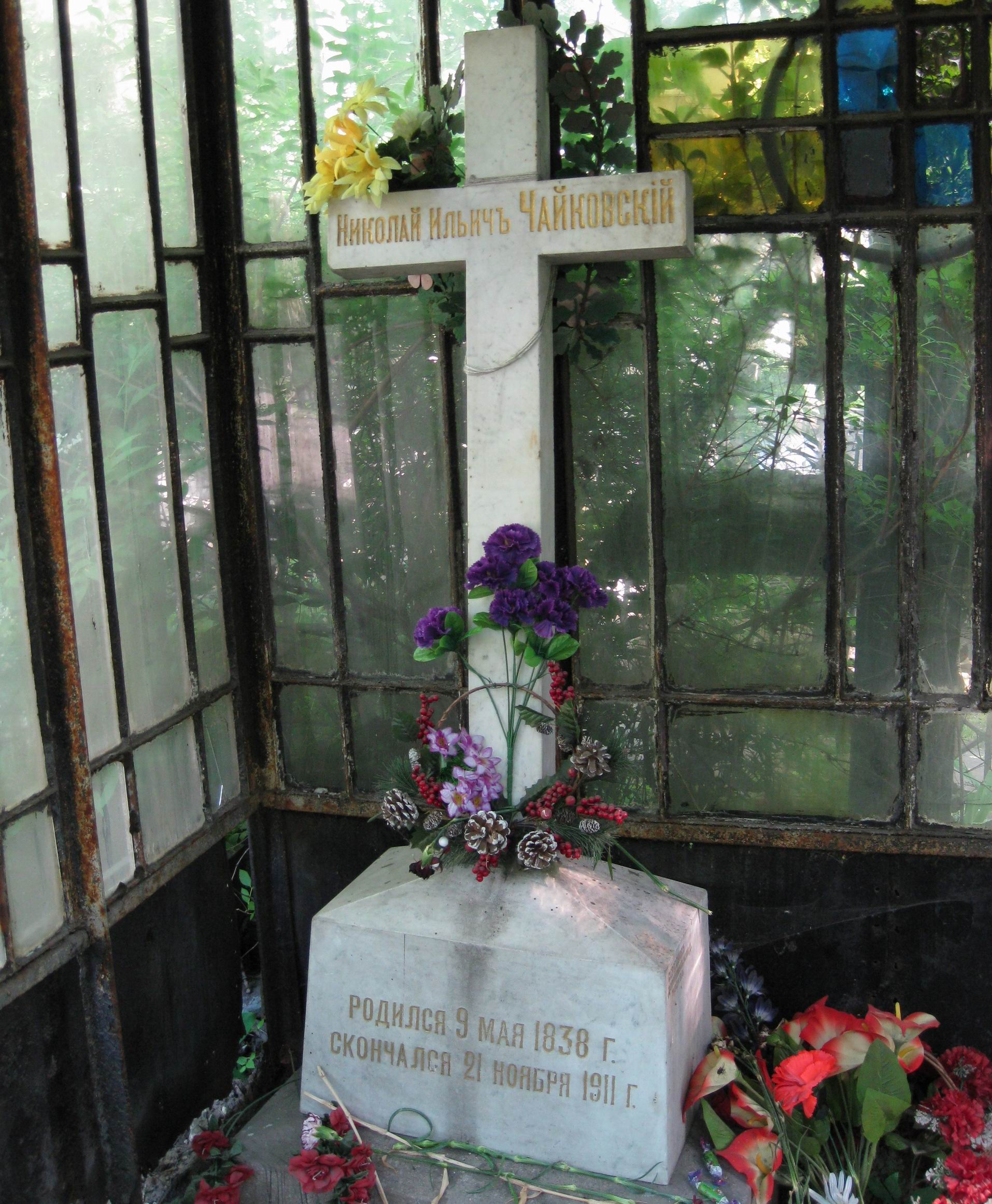
Détail de la chapelle funéraire de Nikolaï Tchaïkovski (1838-1911), frère ainé du compositeur